# Aenictopecheidae
Aenictopecheidae è una famiglia di insetti dell'Ordine dei Rhynchota Heteroptera, compreso nella superfamiglia degli Enicocephaloidea.

## Morfologia e habitat
Gli adulti sono insetti di piccole dimensioni, con corpo lungo 3-10 mm, delicato.
Il capo è allungato e suddiviso longitudinalmente in due lobi da un restringimento dietro gli occhi e con ocelli disposti sul lobo posteriore. Gli occhi sono a volte ridotti. È provvisto di antenne lunghe e di un breve rostro composto di 4 segmenti.
Il torace ha il pronoto di forma subtrapezoidale. Le ali sono bene sviluppate oppure più o meno ridotte. Quella anteriore è interamente membranosa, ha una venulazione semplificata e mostra un'interruzione della costa (frattura costale); una seconda frattura decorre all'interno longitudinalmente, come nei Dipsocoromorpha. In posizione di riposo, le ali si dispongono orizzontalmente sovrapponendosi a vicenda, senza formare la tipica commissura clavale ricorrente nella maggior parte degli Eterotteri. Le zampe anteriori sono talvolta di tipo raptatorio.

## Biologia e diffusione
Gli Aenictopecheidae sono insetti piuttosto rari, rappresentati nelle regioni neotropicale, afrotropicale, orientale e australasiana.

## Sistematica
La famiglia comprende 20 specie ripartite fra 10 generi. La suddivisione interna si articola in 4 sottofamiglie:
- Aenictopecheinae
- Maoristolinae
- Murphyanellinae
- Nymphocorinae